# Microsoft Office Live
Služba Office Online je určena primárně pro sdílení dokumentů Microsoft Office na internetu. Jedná se v podstatě o jednoduchou verzi Sharepoint Services. Využívání služby je zdarma.
Nabízené služby:
- Sdílení a archivace dokumentů
- Správa verzí dokumentů
- Náhled dokumentů v okně prohlížeče (renderuje se pomocí HTML a CSS, není třeba cokoliv instalovat)
- Integrace s Microsoft Office